# Бреслау (административный округ)
Административный округ Бреслау, также Бреславльский округ (нем. Regierungsbezirk Breslau) — административно-территориальная единица второго уровня в Пруссии, существовавшая в 1813—1945 годы в Прусской Силезии. Административный центр округа — город Бреслау (ныне польский город Вроцлав). Сегодня территория бывшего округа принадлежит Польше.

## Положение
Округ Бреслау на севере граничил с округом Позен провинции Позен (1920—1939: с Польшей; 1939—1945: с рейхсгау Вартеланд), на востоке — с округом Оппельн провинции Силезия (Верхняя Силезия), на юге — с Австрийской империей (1918—1938: с Чехословакией; 1938—1945: с рейхсгау Судетенланд), на западе — с округом Лигниц провинции Силезия (Нижняя Силезия). На юго-западе в 1815—1820 годы располагался силезский округ Райхенбах, позднее упразднённый и разделённый между округами Бреслау и Лигниц. В обиходе округ Бреслау нередко назывался Средней или Центральной Силезией.

## История

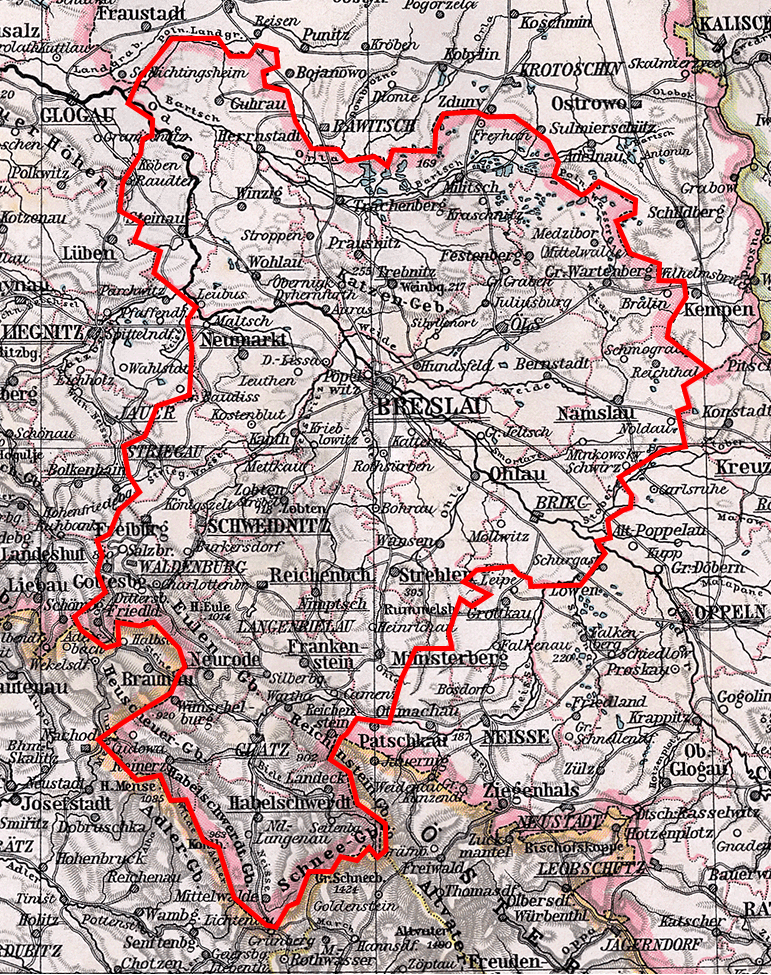
Округ Бреслау в 1905

Округ Бреслау был первоначально образован в 1813 году как один из округов в Прусской Силезии и утверждён повторно на основании указа от 30 апреля 1815 года в ходе административной реформы, проведённой в Пруссии после Венского конгресса с целью улучшения провинциального управления. На территории округа первоначально имелось четырнадцать районов: город Бреслау, а также сельские районы Бреслау, Бриг, Польниш-Вартенберг, Гурау, Милич, Намслау, Ноймаркт, Эльс, Олау, Штайнау, Штрелен, Требниц и Волау.
В 1820 году был ликвидирован округ Райхенбах, из которого в состав округа Бреслау перешли районы Франкенштайн, Глац, Хабельсшвердт, Мюнстерберг, Нимпч, Райхенбах, Швайдниц, Штригау и Вальденбург. В 1854 году из части района Глац был образован новый район Нойроде. В 1888 году район Польниш-Вартенберг был переименован в Гросс-Вартенберг. В 1899 и 1907 годах соответственно из одноимённых районов были выделены города Швайдниц и Бриг, получив статус внерайонных городов. Общее число районов возросло до 26.
По решениям Версальского договора части районов Гурау, Милич, Намслау и Гросс-Вартенберг 1 января 1920 года были переданы в состав Польши. В связи с ликвидацией провинции Позен в 1922 году оставшиеся части районов Кротошин, Лисса и Равич упразднённого округа Позен были переданы в состав округа Бреслау.
В 1924 году из одноимённого района был выделен город Вальденбург, получивший статус внерайонного города. С 1 октября 1932 года были упразднены пять районов: Мюнстерберг, Нимпч, Нойроде, Штайнау и Штригау. Их территория осталась в пределах округа и была разделена между соседними районами. Общее число районов сократилось до 22.
После 1945 года вся территория округа Бреслау вместе с большей частью соседнего округа Лигниц вошла в состав Польши в виде Вроцлавского воеводства. В 1950 году повяты Бжегский (бывший район Бриг) и Намыслувский (бывший район Намслау) перешли в Опольское воеводство. Сегодня территория бывшего района Бреслау (за исключением двух названных повятов) находится в Нижнесилезском воеводстве.

## Административное деление
Список всех когда-либо существующих районов округа Бреслау с указанием их административных центров:
- Городские районы
  - городской район Бреслау
  - городской район Швайдниц (выделен в 1899; до 1820 — в округе Райхенбах)
  - городской район Бриг (выделен в 1907)
  - городской район Вальденбург (выделен в 1924; до 1820 — в округе Райхенбах)
- Сельские районы
  - район Бреслау, адм. центр — Бреслау
  - район Бриг, адм. центр — Бриг
  - район Волау, адм. центр — Волау
  - район Гросс-Вартенберг (до 1888: Польниш-Вартенберг), адм. центр — Гросс-Вартенберг
  - район Гурау, адм. центр — Гурау
  - район Милич, адм. центр — Милич
  - район Намслау, адм. центр — Намслау
  - район Ноймаркт, адм. центр — Ноймаркт
  - район Требниц, адм. центр — Требниц
  - район Олау, адм. центр — Олау
  - район Штайнау (упразднён в 1932), адм. центр — Штайнау-ан-дер-Одер
  - район Штрелен, адм. центр — Штрелен
  - район Эльс, адм. центр — Эльс
  - район Вальденбург (до 1820 — в округе Райхенбах), адм. центр — Вальденбург
  - район Глац (до 1820 — в округе Райхенбах), адм. центр — Глац
  - район Мюнстерберг (упразднён в 1932; до 1820 — в округе Райхенбах), адм. центр — Мюнстерберг
  - район Нимпч (упразднён в 1932; до 1820 — в округе Райхенбах), адм. центр — Нимпч
  - район Райхенбах (до 1820 — в округе Райхенбах), адм. центр — Райхенбах
  - район Франкенштайн (до 1820 — в округе Райхенбах), адм. центр — Франкенштайн
  - район Хабельсшвердт (до 1820 — в округе Райхенбах), адм. центр — Хабельсшвердт
  - район Швайдниц (до 1820 — в округе Райхенбах), адм. центр — Швайдниц
  - район Штригау (упразднён в 1932; до 1820 — в округе Райхенбах), адм. центр — Штригау
  - район Нойроде (выделен в 1854; упразднён в 1932), адм. центр — Нойроде

## Территория и население
Территория и население округа Бреслау в 1900 и в 1925 годы, а также по состоянию на 17 мая 1939 года в границах на 1 января 1941 года и количество районов на 1 января 1941 года составляли:
| Год       | Площадь, км² | Население, чел. | Количество районов | Количество районов |
| Год       | Площадь, км² | Население, чел. | сельских           | городских          |
| --------- | ------------ | --------------- | ------------------ | ------------------ |
| 1900      | 13.483,63    | 1.697.719       | 23                 | 2                  |
| 1925      | 12.999,00    | 1.897.172       | 23                 | 4                  |
| 1939/1941 | 12.957,64    | 1.971.829       | 18                 | 4                  |